# الحافه الوسطى (الظهار)

تعديل مصدري - تعديل

الحافه الوسطى محلة تابعة لقرية المحصن، التابعة لعزلة الحوج القبلي بمديرية الظهار إحدى مديريات محافظة إب في الجمهورية اليمنية.، بلغ تعداد سكانها 414 حسب تعداد اليمن لعام 2004.